# Proasellus beroni
Proasellus beroni is een pissebed uit de familie Asellidae. De wetenschappelijke naam van de soort is voor het eerst geldig gepubliceerd in 1968 door Henry & Magniez.